# Llop I de Bigorra
Llop I de Bigorra o Llop I Donat de Bigorra (845 - ca. 910) fou comte de Bigorra (ca. 870-ca. 910).

## Orígens familiars
Segon fill de Donat I Llop de Bigorra i de la seva muller, Faquilena, princesa d'Aquitània. Per tant, fill dels iniciadors de la nissaga; fou comte per la mort, sense fills, del seu germà, Donat II Donat. Ben poca cosa és sabuda del temps entre Donat I Llop de Bigorra, que morí entre 838 i 865, i Ramon II de Pallars-Ribagorça esmentat el 930. La continuïtat i la relació dels governants locals només pot ser restaurada de les poques cartes en les que s'esmenten. Els historiadors creuen que l'herència del títol de comte de Bigorra fou tramès entre els membres d'aquesta dinastia local en els segles IX-X. Per altra banda, com preveia la Capitular de Quierzy
Donat I Llop de Bigorra feu una dedicatòria a la seva mare, Faquilena. Fou en una carta lliurada el desembre de 865, al monestir de Sant Orens de Lavedan, al Bisbat de Tarba, en memòria de la seva esposa que havia mort. Entre els que van signar el document, hi ha els fills Donat II Donat, Llop I (Donat) de Bigorra i, probablement, un parent seu, Llop I, vescomte de Bearn.
Sobre la vida de Llop I (Donat) de Bigorra gairebé no se sap res. Els historiadors creuen que heretà el comtat de Bigorra després de la mort del seu germà sense fills, Donat II Donat, i que el mantingué fins a prop de l'any 910, quan el rebé Donat III Llop de Bigorra, el seu fill gran. Durant el regnat de Llop I Donat, el possible esdeveniment més important a considerar fou rebre el 879 la butlla del papa Joan VIII dels bisbes del ducat de Gascunya (incloent el bisbe de Tarba, Sarstoni), en la qual, arran de la difícil situació diòcesi de l'estat gascons, permeté la recollida delme de la població a partir de les herències dels mateixos seculars locals i decidir sobre quina de l'església cal dirigir els fons].

## Núpcies i descendents
Llop I (Donat) es casà l'any 860 amb Faquilena de Roergue, filla de Ramon I de Tolosa, comte de Tolosa, i de Berta de Reims. D'aquest matrimoni nasqueren:
- l'infant Donat III Llop de Bigorra (v 860[1]-945), comte de Bigorra.
- l'infanta Dadilda de Pallars, que es casà amb Garcia II, rei de Pamplona.
- l'infant Ramon II de Pallars i Ribagorça (v. 860 - d. 920), comte de Pallars i Ribagorça.
- l'infant Mansió I de Pallars (?-v 940),[6] vescomte de Lavedan.